# Ingoda
Ingoda (ruski:Ингода) je rijeka u Čitskoj oblasti u Rusiji. Duga je 708 km. Površina njenog porječja je 37.200 km². 
Zajedno s rijekom Onon tvori rijeku Šilku. Ingoda se zamrzava početkom studenog mjeseca i ostaje pod ledom do konca travnja. Na obalama ove rijeke se nalazi grad Čita. Veliki dio Transsibirske pruge se nalazi duž doline rijeke Ingode.

## Vanjske poveznice
|  | Zajednički poslužitelj ima još gradiva o temi Ingoda |